# Alexei Petrowitsch Bystrow
Alexei Petrowitsch Bystrow (russisch Алексе́й Петро́вич Быстро́в; * 1. Februar 1899 in der Oblast Rjasan; † 29. August 1959 in Leningrad) war ein Paläontologe, Anatom und Histologe aus Russland.

## Biografie
Alexei Bystrow wurde in der Familie eines bäuerlichen Priesters und einer Lehrerin in der Oblast Rjasan geboren. Zunächst besuchte er die Dorfschule, später ein Stift. Im Jahre 1917 trat er in das Alumnat von Rjasan ein, das aber im Jahre 1918 von den neuen Machthabern aufgelöst wurde. Im Anschluss daran studierte er an der Medizinakademie, wo er sich vor allem für Anatomie und Paläontologie der Wirbeltiere interessierte. Im Jahre 1937 zog er nach Moskau um. Hier arbeitete Bystrow im Paläontologischen Institut (Abteilung für Niedere Wirbeltiere). Im Jahre 1939 ging er nach Leningrad zurück, wo er bis zum deutschen Angriff auf die Sowjetunion arbeitete, anschließend wurde er nach Kirow evakuiert. Im Februar 1943 wurde Bystrow zum Oberstleutnant des medizinischen Dienstes befördert.
Nach dem Krieg lehrte Alexei Bystrow in Leningrad an der dortigen Universität, wo er eine Vielzahl an wissenschaftlichen Werken verfasste.
Bystrow starb im Jahre 1959 und wurde in Leningrad beerdigt.
Ein Kap der Jackson-Insel im Archipel Franz-Josef-Land wurde nach ihm benannt. Gleiches gilt für den Bystrov Rock, eine Felsformation im antarktischen Königin-Maud-Land.

## Werke

### In deutscher Sprache
- Hernia diaphragmatica beim Hunde. In: Anatomischer Anzeiger. Verlag Gustav Fischer; Jena 1930; Band 70, Nr. 8/10, S. 192–212.
- Assimilation des Atlas und Manifestation des Proatlas. In: Zeitschrift für Anatomie und Entwicklungsgeschichte (Zeitschrift für die gesamte Anatomie). Verlag von Julius Springer, Berlin 1931, Band 95, Heft 1–2, S. 210–242.
- Morphologische Untersuchungen über die Occipitalregion und die ersten Halswirbel der Säugetiere und des Menschen. I. Mitteilung: Über den Proatlas und Anteproatlas bei der Robbe. In: Zeitschr. f. Anatomie u. Entwickl. (Zeitschr. f. die gesamte Anatomie). Verlag von J. Springer, Berlin 1933, Band 100, Heft 3, S. 362–386.
- Morphologische Untersuchungen über die Occipitalregion und die ersten Halswirbel der Säugetiere und des Menschen. II. Mitteilung. Die Assimilation des Atlas und deren phylogenetische Bedeutung. In: Zeitschr. f. Anatomie u. Entwickl. (Zeitschr. f. die gesamte Anatomie). Verlag von J. Springer, Berlin 1933, Band 102, Heft 2–3, S. 307–334.
- Morphologische Untersuchungen der Deckknochen des Schädels der Wirbeltiere. I. Mitteilung. Schädel der Stegocephalen. In: Acta Zoologica. Albert Bonniers forlag, Stockholm 1935, Arg. 16, Haft. 1-2, S. 65–141.
- Dvinosaurus als neotenische Form der Stegocephalen. In: Acta Zoologica. A. Bonniers forlag, Stockholm 1938, Arg. 19, Haft. 1-2, S. 209–295.
- Zahnstruktur der Labyrinthodonten. In: Acta Zoologica. A. Bonniers forlag, Stockholm 1938, Arg. 19, Haft. 3, S. 387–425.
- Blutgefäßsystem der Labyrinthodonten (Gefäße des Kopfes). In: Acta Zoologica. A. Bonniers forlag, Stockholm 1939, Arg. 20, Haft. 1, S. 125–155.
- Zahnstruktur der Crossopterygier. In: Acta Zoologica. A. Bonniers forlag, Stockholm 1939, Arg. 20, Haft. 2-3, S. 283–338.
- Deckknochen und Zähne der Osteolepis und Dipterus. In: Acta Zoologica. Stockholm, A. Bonniers forlag, 1942, Arg. 23, Haft. 1-3, S. 263–289.

### In englischer Sprache
- Kotlassia prima. Amalitzky. In: Bulletin of the Geological Society of America. Washington 1944, v.55, N5, S. 379–416.
- Hydrophilous and Xerophilous Labyrinthodonts. In: Acta Zoologica. Stockholm, A. Bonniers forlag, 1947, v.28, N1, S. 137–164.
- The microstructure of dermal bones in Arthrodires. In: Acta Zoologica. Stockholm, A. Bonniers forlag, 1957, v.38, N2-3, S. 239–275.
- The microstructure of skeleton elements in some vertebrates from lower Devonian deposits of the USSR. In: Acta Zoologica. Stockholm, A. Bonniers boktryckeri, 1959, v.40, N1, S. 59–83.